# Manuel González Montesinos
Pour les articles homonymes, voir Manuel González (homonymie), González et Montesinos.
Manuel González Montesinos, né le 21 mars 1897 à Mexico et décédé le 5 octobre 1965 dans la même ville, est un linguiste, professeur et universitaire mexicain.

## Biographie
Il était le petit-fils de Manuel del Refugio González Flores, autrefois président du Mexique de 1880 à 1884. Il a voyagé en France pour étudier le grec et le latin. Pendant sa jeunesse, il a participé aux combats au sein de la Légion étrangère pour la libération de la France.
De retour au Mexique, il se consacre à l'étude de la langue espagnole, acquérant des connaissances en étymologie, grammaire, sémantique et sociologie du langage. Il a donné des cours de littérature comparée et a été professeur dans le cadre du programme de maîtrise des arts à la faculté de philosophie et de lettres de l'Université nationale autonome du Mexique (UNAM). Il a été professeur fondateur de l'Academia Militarizada México. Il a publié plusieurs études, articles et essais. Il utilisait le pseudonyme « El Dómine », et s'attachait à détecter et dénoncer les gallicismes utilisés dans la langue espagnole.
Le 11 novembre 1955, il a été élu membre du nombre de l'Académie mexicaine de la langue, il a pris possession de la chaire XVIII le 29 mars 1957. Il est décédé le 5 octobre 1965 dans sa ville natale.